# 695病院
695病院（695びょういん、695병원）は、朝鮮民主主義人民共和国（北朝鮮）平壌市にある病院。

## 概要
北朝鮮工作員を養成する金正日政治軍事大学（別名、人民軍695軍部隊）の構内にある病院。大学敷地の北端に立地し、食堂に隣接している。
2002年9月17日の小泉純一郎首相の北朝鮮訪問に際し、北朝鮮側は拉致被害者の「5名生存、8名死亡」を発表した。このとき金正日は北朝鮮による日本人拉致事件を「特殊機関の一部の妄動主義、英雄主義者の仕業」であり、「祖国統一事業のために日本語教師が必要だった」として小泉首相に対し公式に謝罪し、「そのうち8人は死亡し、5人とその家族は帰したから、すでに問題は解決した」と主張している。しかし、これについては横田めぐみの死亡とされる年月日以降に彼女を見たという目撃証言が複数あったため、「救う会」（北朝鮮に拉致された日本人を救出するための全国協議会）では3日後の同年9月20日に「8人死亡」は虚偽であるとの緊急声明文（9月19日付）を発表した。
同年10月2日、拉致被害者の死因や現況について北朝鮮側の説明がなされたが、このとき横田めぐみ以外の7名の「死亡確認書」を出したのが、この695病院であった。しかし、死亡場所や時間がそれぞれ全然違うのに死亡を確認した医療機関が横田以外すべて同じ695病院であることも不自然で、695病院発行の死亡確認書にも改竄の痕跡や誤記があるところから、日本では、北朝鮮側の死亡情報が虚偽ではないかと考えられるようになった。